# Mozesput

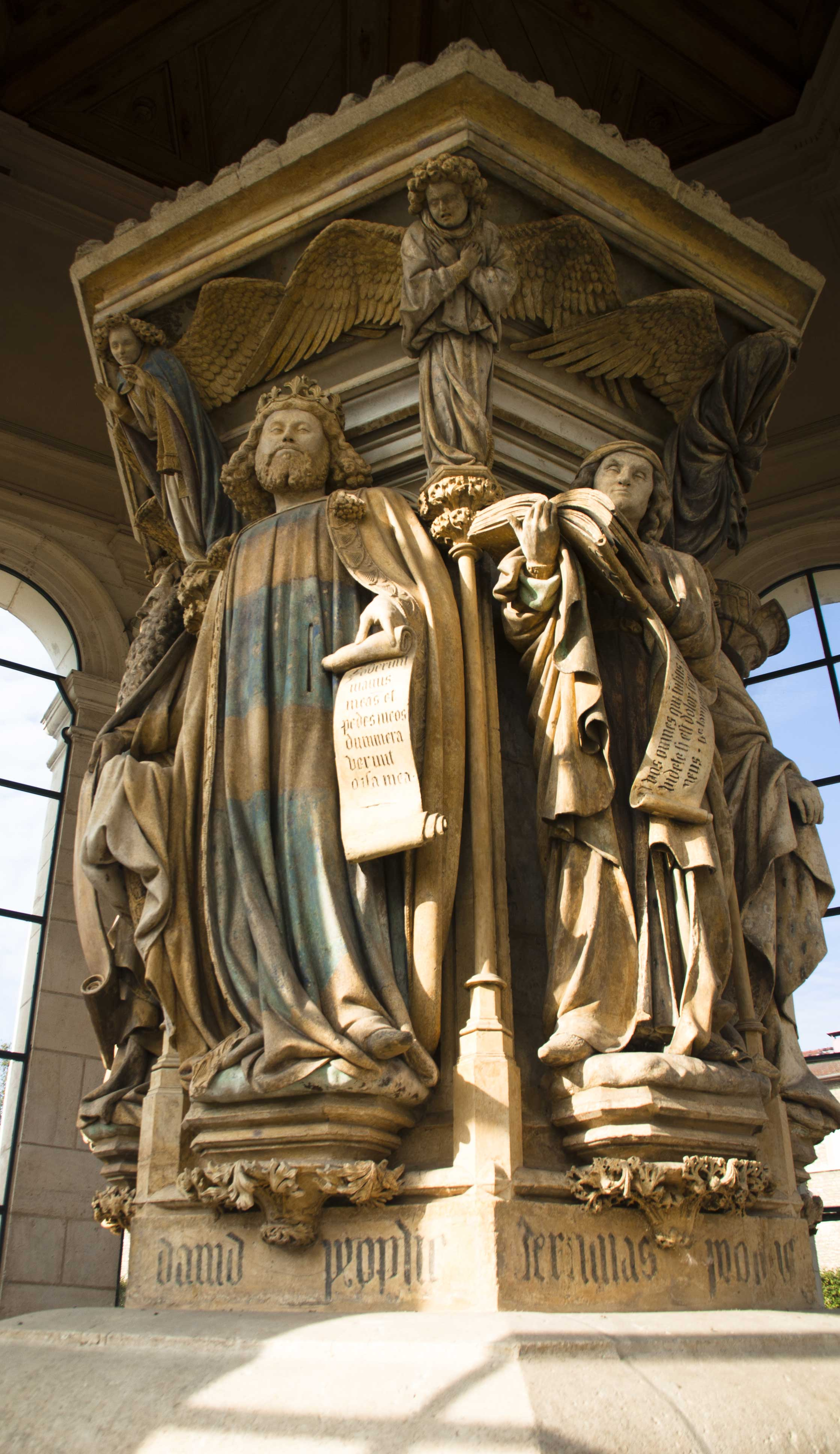
David en Jeremia

De Mozesput is een laatmiddeleeuws beeldhouwwerk van Claus Sluter dat zich in het klooster Chartreuse de Champmol bij Dijon bevond. Een zestiende-eeuwse kopie van het monument staat sinds 1968 in het centrum van Dijon.

## Monument
Het monument bestaat uit losstaande beelden van de zes oudtestamentische profeten op een zeshoekig voetstuk van de put, die omgeven zijn door treurende engelen. Ze stellen de profetenfiguren Mozes, David, Jeremia, Zacharia, Daniël en Jesaja voor. Elke profeet is duidelijk herkenbaar aan zijn attributen en heeft een band met een Bijbelse tekst in de hand. De gezichten zijn zeer realistisch, mogelijk geïnspireerd op het uiterlijk van ouderen uit de Joodse gemeenschap van die tijd. Hier en daar zijn nog resten van de oorspronkelijke polychrome beschildering zichtbaar. Die beschildering gebeurde door de uit Nijmegen afkomstige kunstenaar Johan Maelwael. Drie van de beelden zijn pas na de dood van Sluter in 1406 gereedgekomen.

## Sluter
De put wordt gezien als een van de belangrijkste werken van Sluter, een gotisch kunstenaar die reeds veel aandacht had voor realisme en plasticiteit. Hij was een Nederlander die in 1385 in dienst trad van Filips de Stoute en maakte verschillende beeldengroepen. Van de oorspronkelijke calvarie in het midden van de kloostergalerij zijn de voornaamste delen – Christus aan het kruis, Maria en Johannes de Doper – op een enkel stuk na verdwenen. Alleen het centrale deel, de Mozesput, is bewaard gebleven. Het staat nu in een later gebouwd paviljoen en is in 1840 tot historisch monument verklaard. Het werk diende oorspronkelijk als sokkel voor een kruisbeeld.

## Klooster
Filips de Stoute was een van de Bourgondische hertogen die Dijon en omgeving tot een centrum van cultuur en schoonheid maakte. Hij stichtte het kartuizerklooster van Champmol, dat ten westen van de stad Dijon was gelegen. Het was bedoeld als mausoleum. Het portaal van de kloosterkerk was getooid met beeldhouwwerk van Sluter en op de overdekte binnenplaats bevond zich de Mozesput, die eruitzag als een kruisigingsgroep en symbool stond voor het leven. De beschilderde repliek in het museum in Dijon kan een idee geven van de oorspronkelijke kleuren. In 1793 werd het klooster verwoest maar het hoofdportaal bleef gespaard. Later werd er een psychiatrisch ziekenhuis ingericht. De gerestaureerde Mozesput is er bij excursies te bezichtigen.

## Galerij

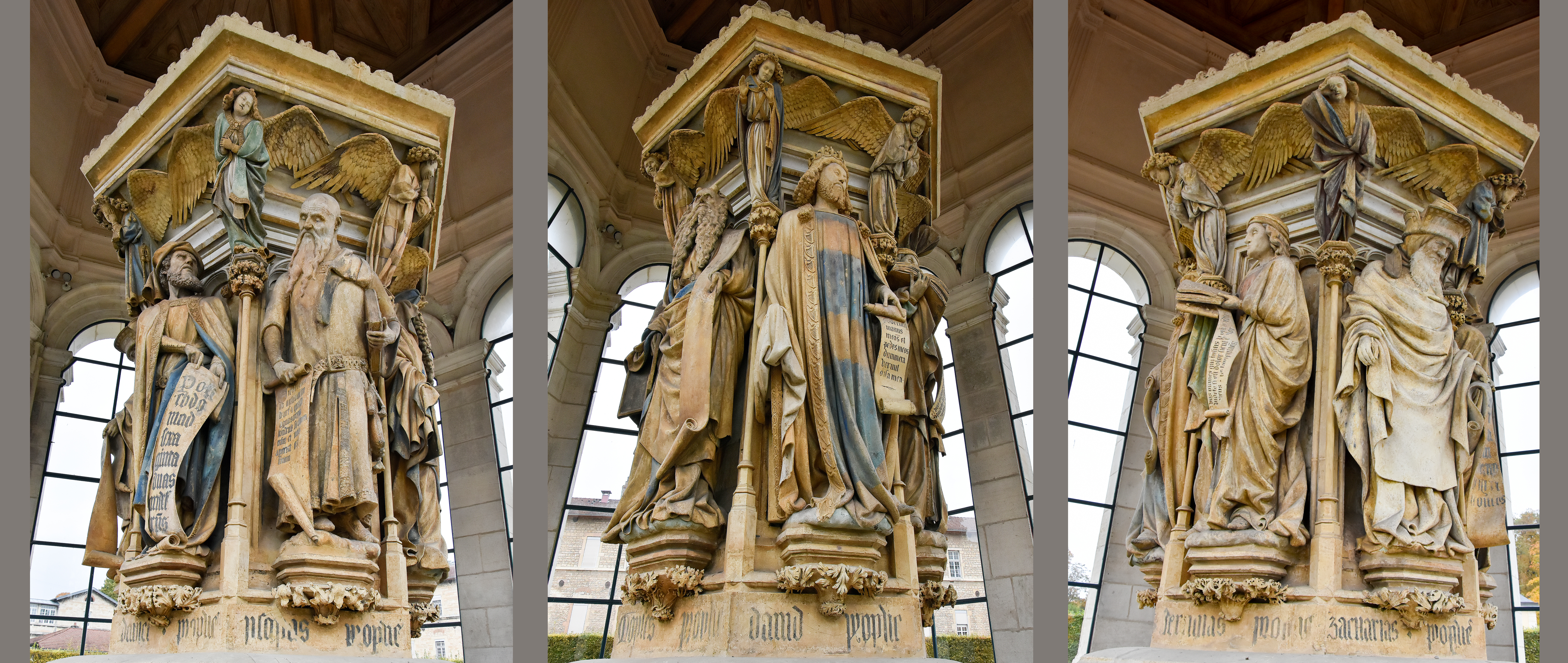
De zes profeten bij de Mozesput

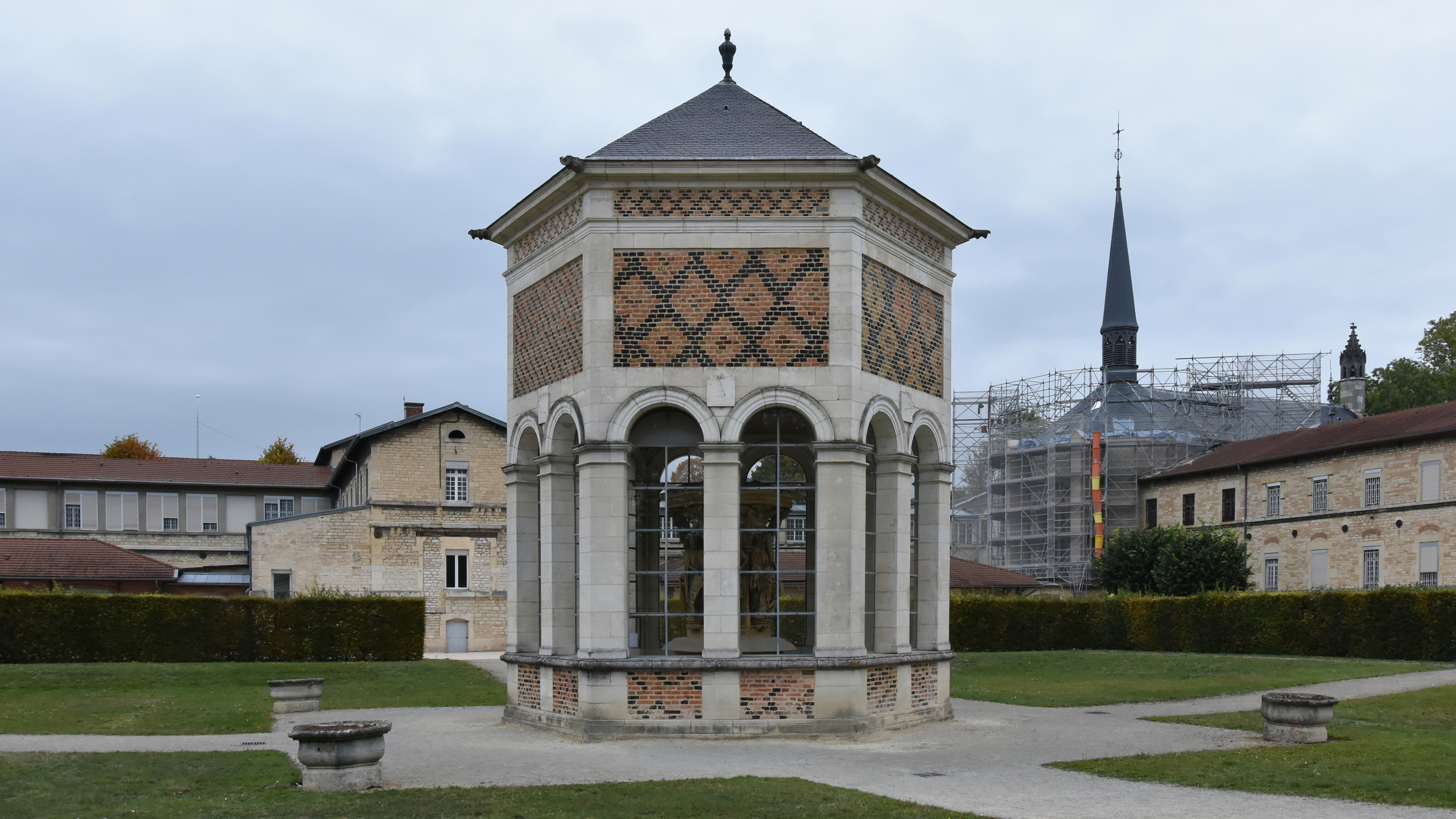
Paviljoen met daarin de Mozesput
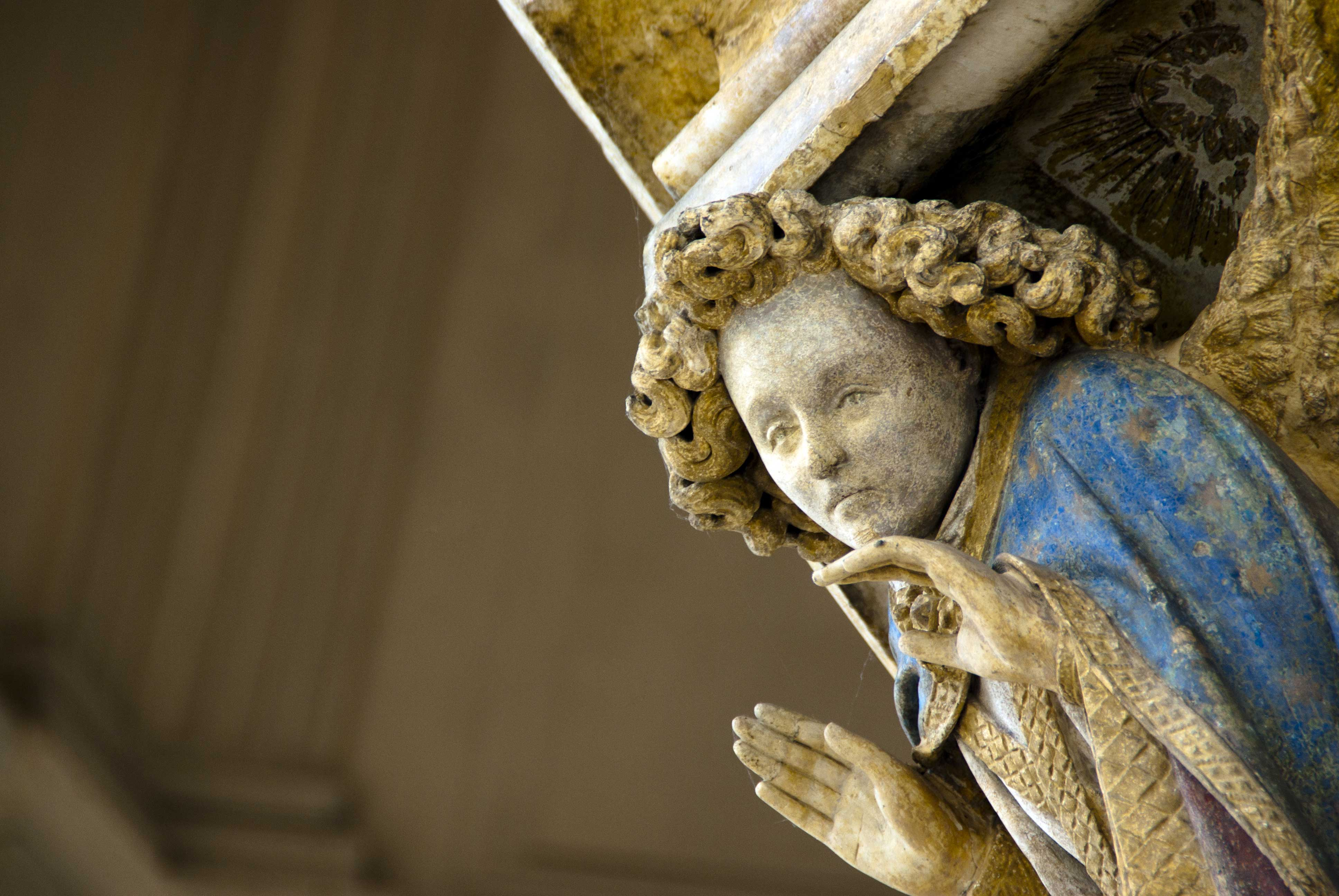
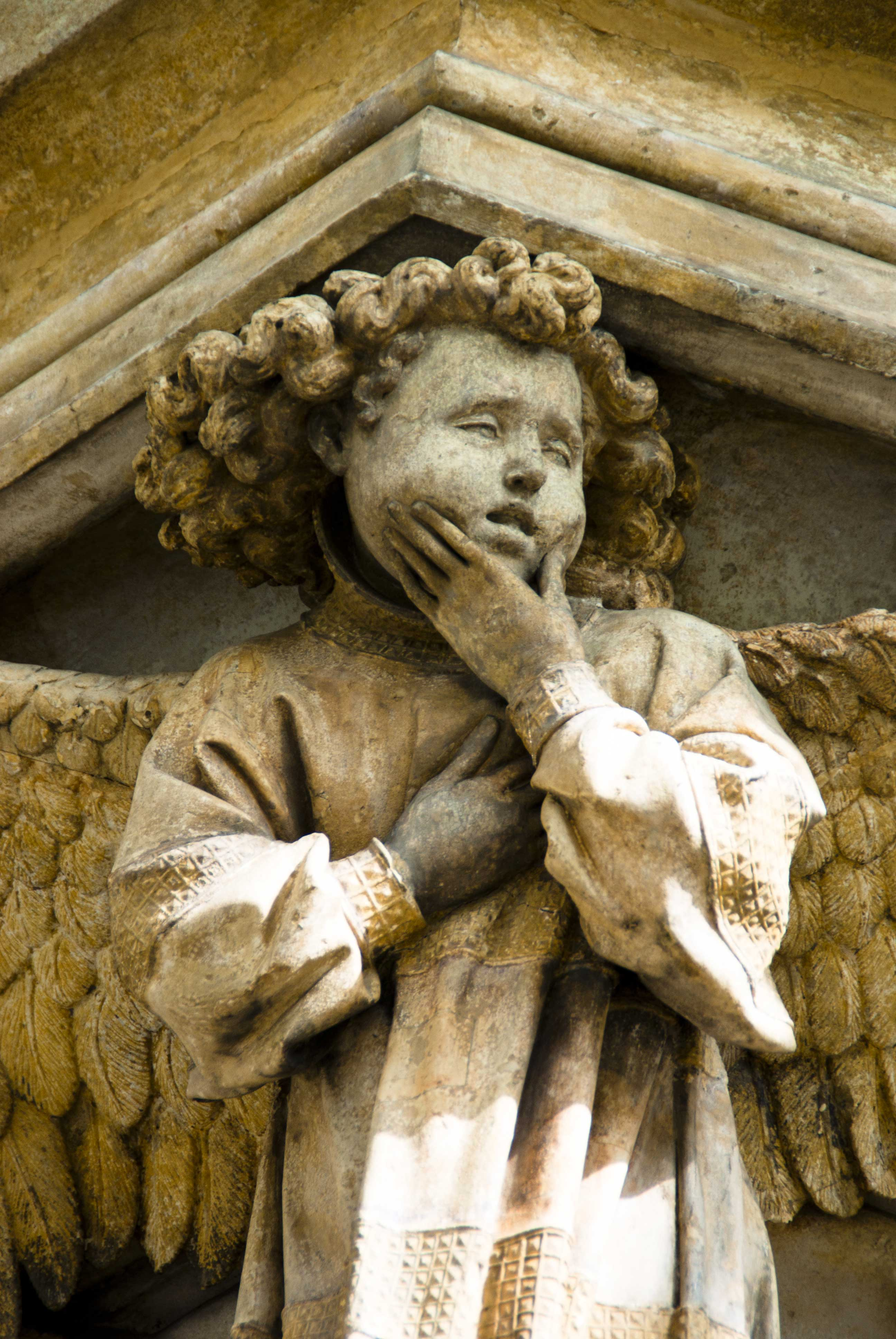
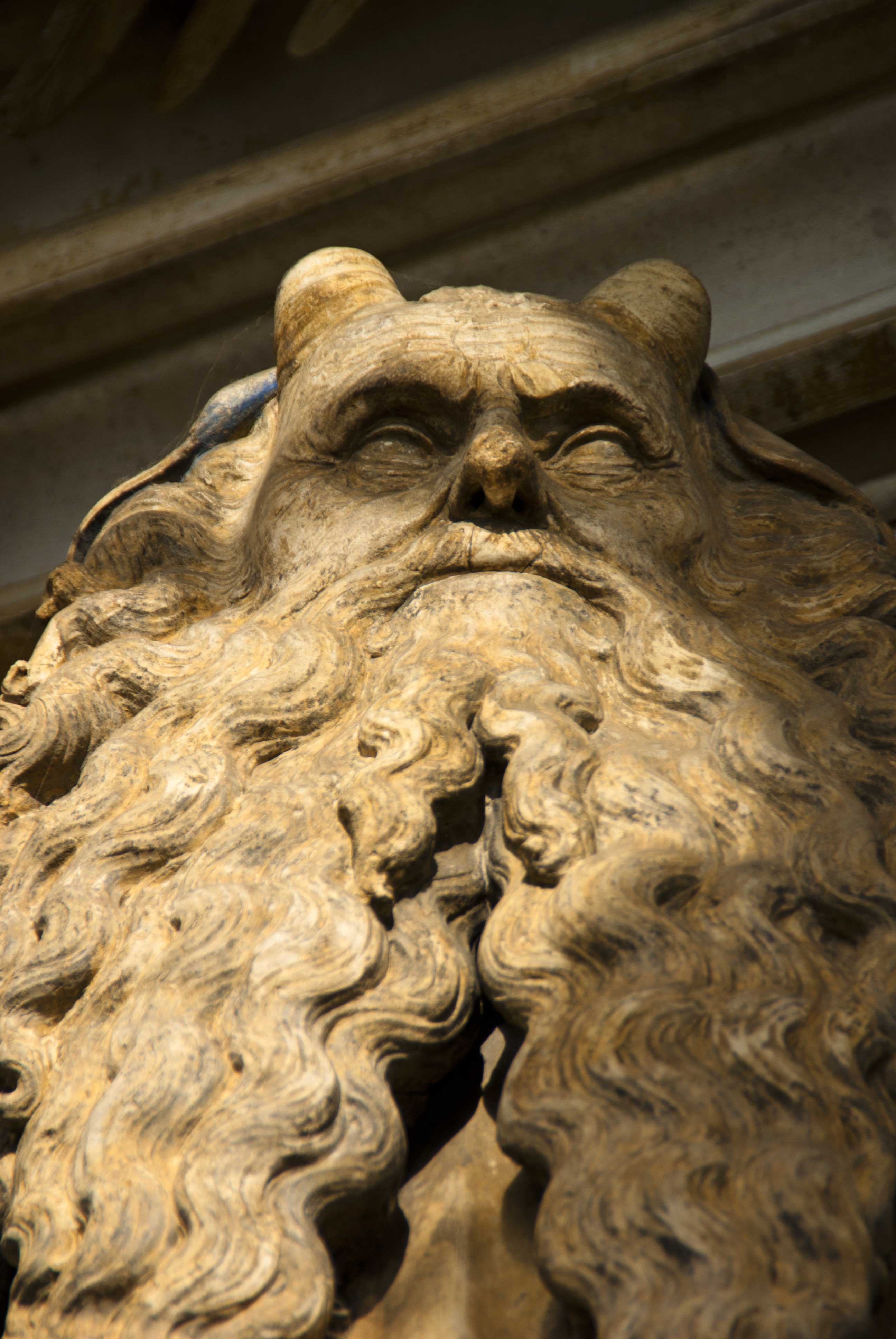
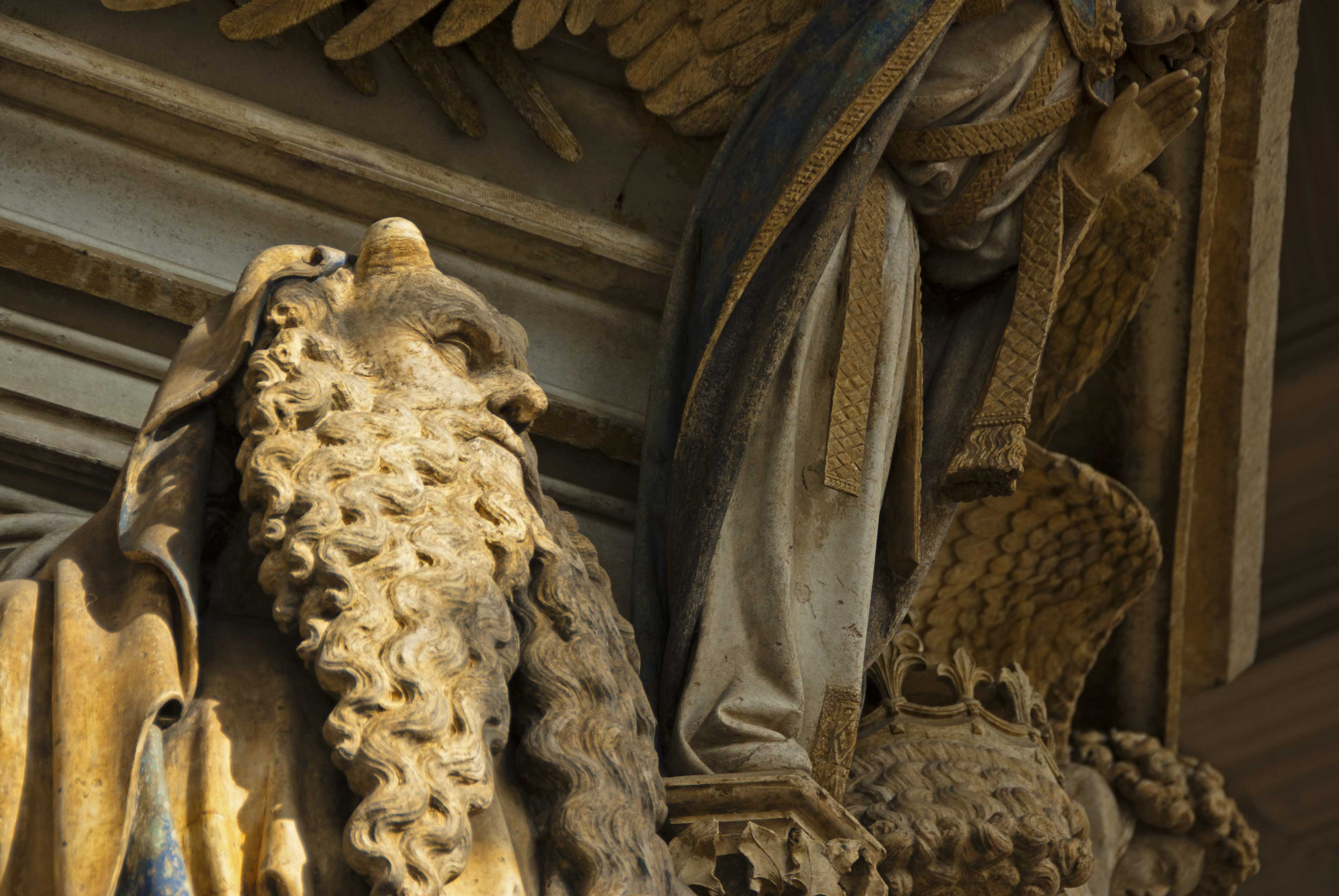
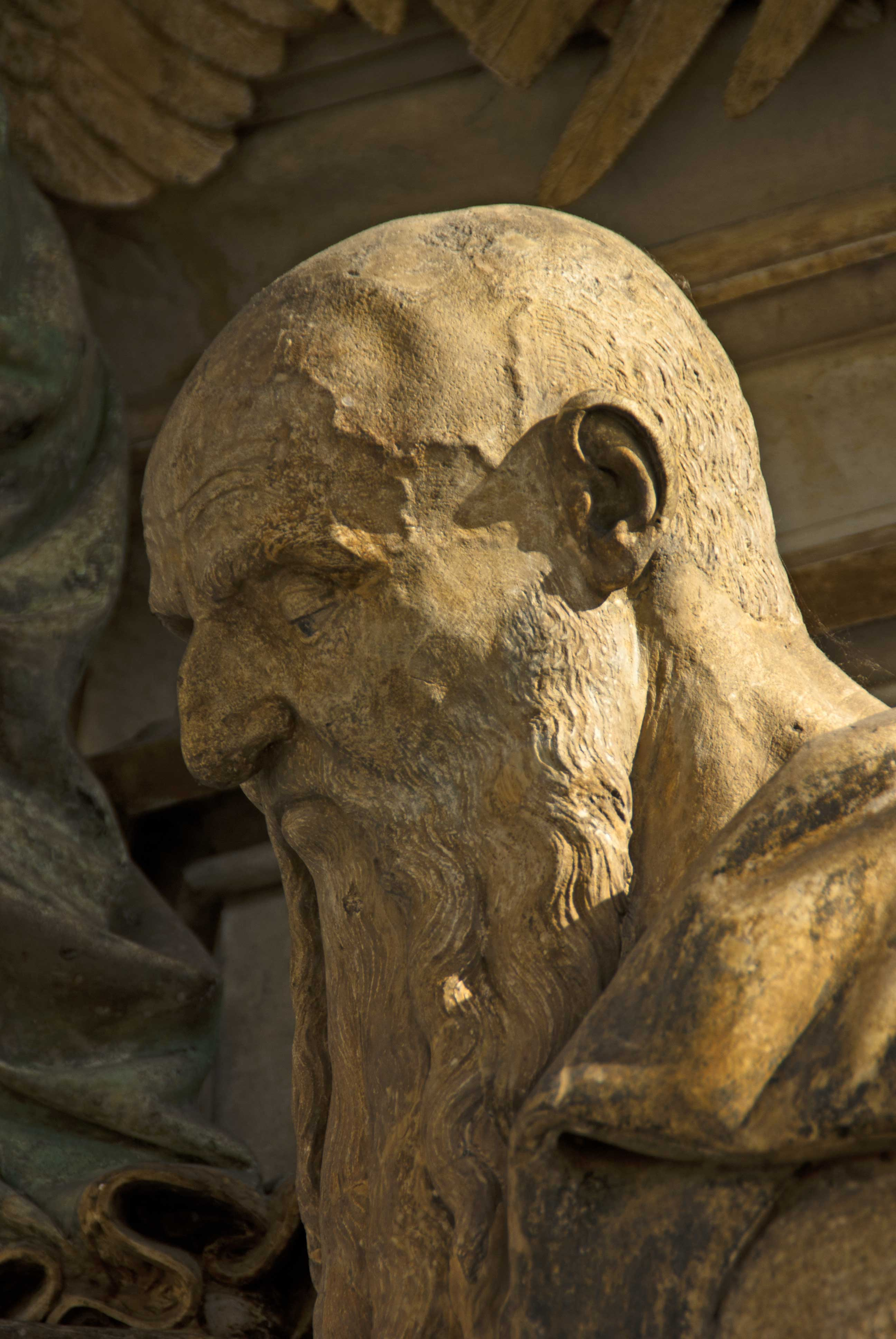
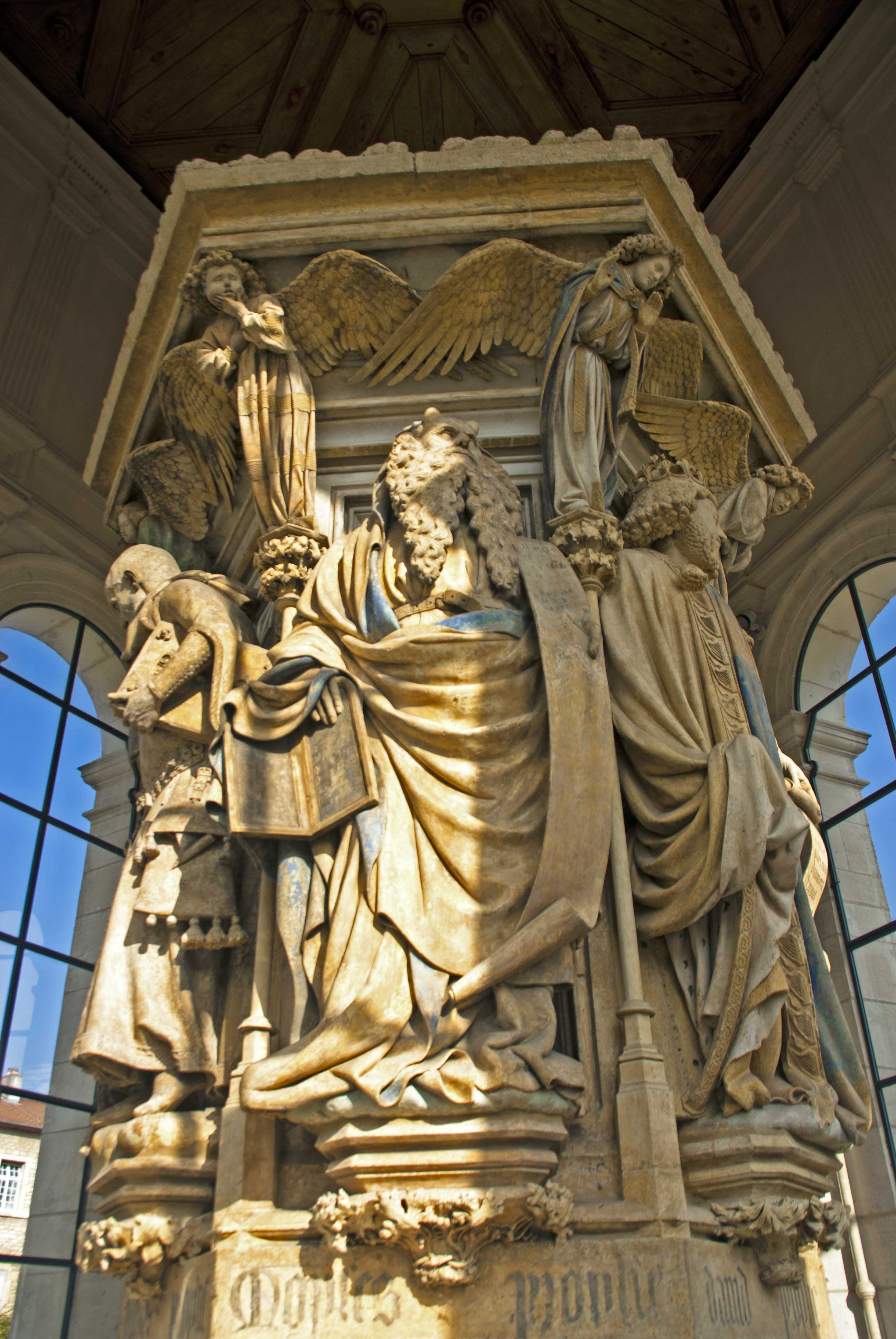
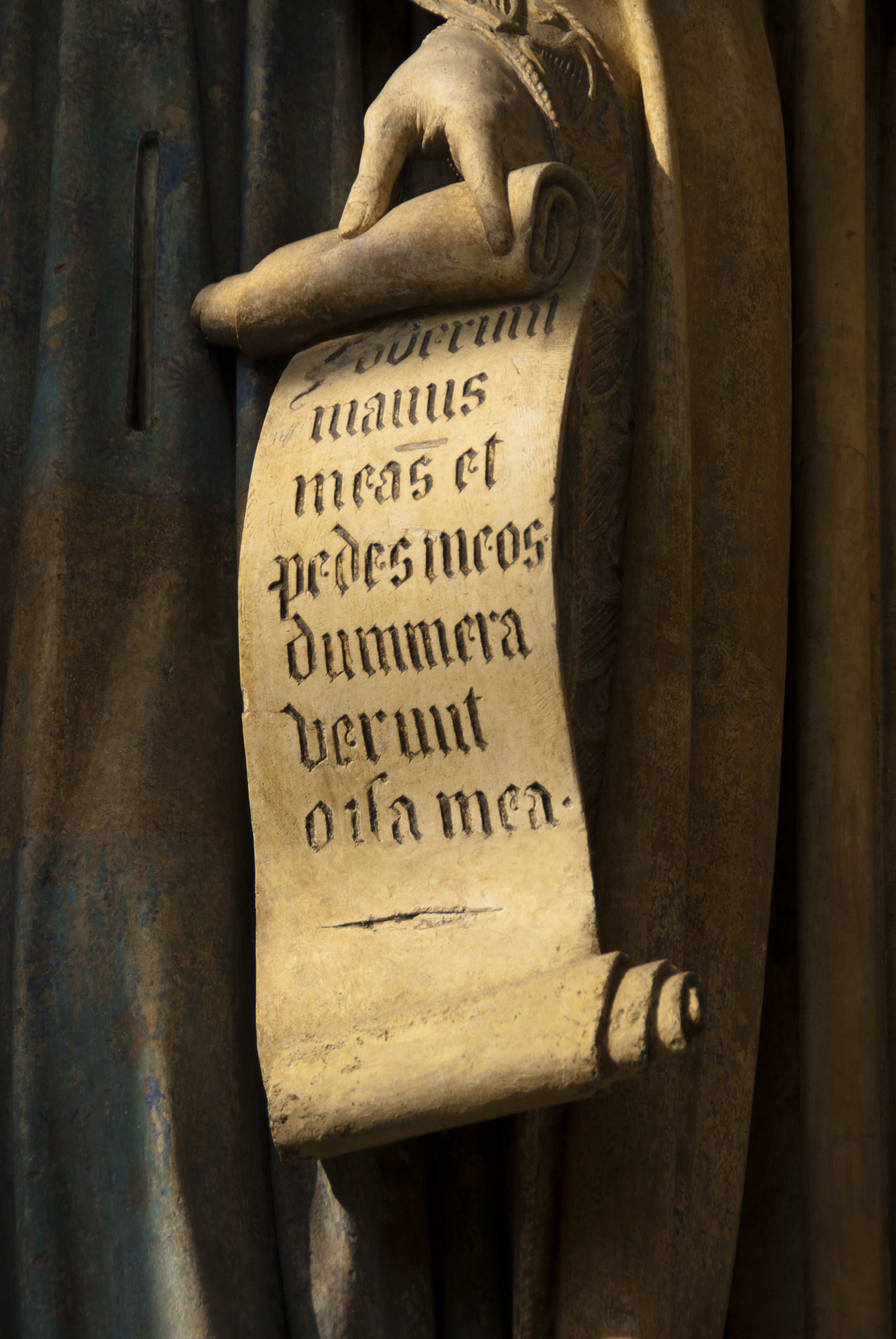